# SV Mattersburg
Sportverein Mattersburg was een Oostenrijkse voetbalclub uit Mattersburg in oostelijke deelstaat Burgenland. De club werd op 10 juni 1922 opgericht. De thuiswedstrijden werden gespeeld in het Pappelstadion met een capaciteit van 17.100 plaatsen. Groen-wit waren de kleuren van de club die in augustus 2020 na een financieel schandaal failliet ging. 

## Geschiedenis
De club speelde vanaf het seizoen 2004/05 in de Bundesliga. In dat seizoen waren er per thuiswedstrijd gemiddeld 10.430 toeschouwers. Dat is opmerkelijk voor een plaats met ruim 6.300 inwoners. In 2006 haalde de club de bekerfinale onder leiding van trainer-coach Franz Lederer, maar daarin werd kansloos verloren met 3-0 van landskampioen FK Austria Wien. Tijdens het seizoen 2006/07 eindigde men op de derde plaats, dat in Oostenrijk recht geeft op een plaats in de voorronde van de UEFA-Cup. Daar haalde men de bekerfinale, maar verloor men wederom tegen Austria Wien, ditmaal met 2-1.

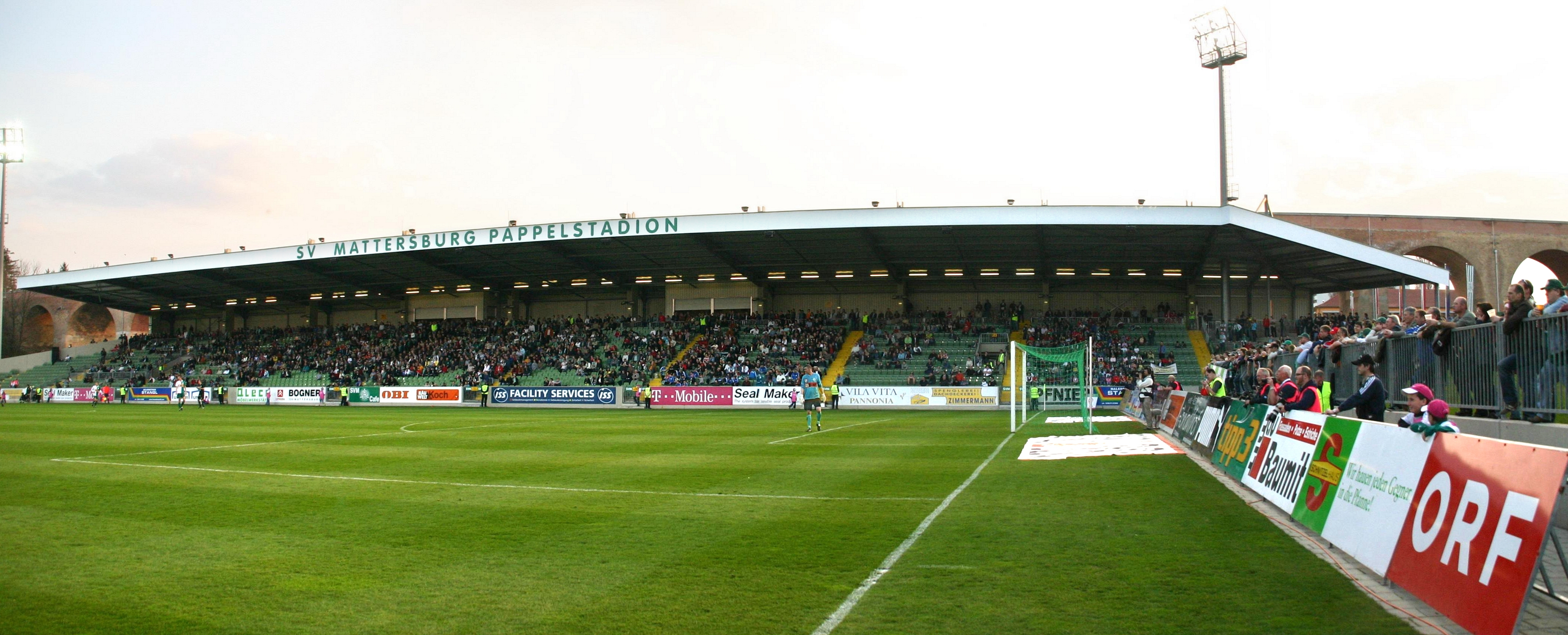
Hoofdtribune van het Pappelstadion in Mattersburg

In 2013 kwam er een eind aan het Bundesliga-avontuur van Mattersburg. Het degradeerde na een laatste speeldag naar de Erste Liga. Wacker Innsbruck, Admira en SC Wiener Neustadt wonnen alle drie hun wedstrijden tegen respectievelijk Wolfsberger AC, Mattersburg en Sturm Graz. Door het slechtere doelsaldo degradeerde de club.
Na een jaar keert de club terug op het hoogste niveau door kampioen te worden in de Erste Liga. De seizoensopening in 2016 werd voor de Burgenlanders gelijk een feest van jewelste, want het versloeg Red Bull Salzburg met 2-1. 
Het eindigde de jaren erop telkens in de grijze middenmoot, SV Mattersburg hoefde zich nauwelijks zorgen te maken om degradatie op sportieve gronden. In juli 2020 kwam aan het licht dat hoofdsponsor Commerzialbank jarenlang fraude pleegde. Voorzitter van SV Mattersburg Martin Puchner speelde voor de bank een belangrijke rol bij de boekhoudkundige vervalsingen en besloot om af te treden. Hij was sinds 1988 voorzitter van de club. Omdat de groen-witten hierdoor geen financiële waarborgen konden nawijzen, besloot de vereniging om een faillissement aan te vragen.
De jeugdteams werden opgevangen in een nieuw opgerichte club onder de naam Mattersburger Sportverein 2020. Het eerste jaar speelden alleen jeugdteams bij de club, vanaf het seizoen 2021/22 is er een standaardelftal dat in de 2. Klasse Mitte op het zevende niveau kon aantreden.

## Eindklasseringen (grafisch) vanaf 1994
- 1994 1e
Regionalliga
- 1995 2e
Regionalliga
- 1996 3e
Regionalliga
- 1997 5e
Regionalliga
- 1998 7e
Regionalliga
- 1999 8e
Regionalliga
- 2000 1e
Regionalliga
- 2001 7e
2. Liga
- 2002 6e
2. Liga
- 2003 1e
2. Liga
- 2004 8e
Bundesliga
- 2005 5e
Bundesliga
- 2006 7e
Bundesliga
- 2007 3e
Bundesliga
- 2008 5e
Bundesliga
- 2009 9e
Bundesliga
- 2010 6e
Bundesliga
- 2011 9e
Bundesliga
- 2012 8e
Bundesliga
- 2013 10e
Bundesliga
- 2014 6e
2. Liga
- 2015 1e
2. Liga
- 2016 9e
Bundesliga
- 2017 7e
Bundesliga
- 2018 6e
Bundesliga
- 2019 8e
Bundesliga
- 2020 10e
Bundesliga

- Bundesliga
- 2. Liga
- Regionalliga

Tot 2018 stond de 2. Liga als Erste Liga bekend

## Eindklasseringen
| Seizoen   | №  | Clubs | Divisie    | Duels | Winst | Gelijk | Verlies | Doelsaldo | Punten | Tsch  |
| --------- | -- | ----- | ---------- | ----- | ----- | ------ | ------- | --------- | ------ | ----- |
| 2004–2005 | 5  | 10    | Bundesliga | 36    | 12    | 9      | 15      | 48–58     | 45     | 9.903 |
| 2005–2006 | 7  | 10    | Bundesliga | 36    | 12    | 8      | 16      | 40–54     | 44     | 9.749 |
| 2006–2007 | 3  | 10    | Bundesliga | 36    | 16    | 7      | 13      | 61–58     | 55     | 9.974 |
| 2007–2008 | 5  | 10    | Bundesliga | 36    | 13    | 14     | 9       | 55–43     | 53     | 7.877 |
| 2008–2009 | 9  | 10    | Bundesliga | 36    | 8     | 9      | 19      | 42–71     | 33     | 6.274 |
| 2009–2010 | 6  | 10    | Bundesliga | 36    | 12    | 5      | 19      | 45–71     | 41     | 5.448 |
| 2010–2011 | 9  | 10    | Bundesliga | 36    | 7     | 10     | 19      | 29–56     | 31     | 4.363 |
| 2011–2012 | 8  | 10    | Bundesliga | 36    | 9     | 11     | 16      | 41–43     | 38     | 4.905 |
| 2012–2013 | 10 | 10    | Bundesliga | 36    | 9     | 8      | 19      | 36–67     | 35     | 4.949 |
| 2013–2014 | 8  | 10    | Erste Liga | 36    | 11    | 11     | 14      | 53–67     | 44     | 2.118 |
| 2014–2015 | 1  | 10    | Erste Liga | 36    | 21    | 8      | 7       | 69–36     | 71     | 3.591 |
| 2015–2016 | 9  | 10    | Bundesliga | 36    | 10    | 9      | 17      | 40–70     | 39     | 4.916 |
| 2016–2017 | 7  | 10    | Bundesliga | 36    | 12    | 7      | 17      | 39–54     | 43     | 3.608 |
| 2017–2018 | 6  | 10    | Bundesliga | 36    | 12    | 10     | 14      | 50–56     | 46     | 3.411 |
| 2018–2019 | 8  | 12    | Bundesliga | 32    | 12    | 7      | 13      | 41-48     | 28     | 2.951 |
| 2019–2020 | 10 | 12    | Bundesliga | 32    | 8     | 6      | 18      | 39-64     | 21     | 2.423 |

## SV Mattersburg in Europa
#Q = #voorronde, T/U = Thuis/Uit, W = Wedstrijd, PUC = punten UEFA coëfficiënten .
Uitslagen vanuit gezichtspunt SV Mattersburg
| Seizoen                                                    | Competitie | Ronde | Land                 | Club         | Totaalscore | 1e W    | 2e W    | PUC |
| ---------------------------------------------------------- | ---------- | ----- | -------------------- | ------------ | ----------- | ------- | ------- | --- |
| 2006/07                                                    | UEFA Cup   | 2Q    | Vlag van Polen       | Wisła Kraków | 1-2         | 1-1 (T) | 0-1 (U) | 0.5 |
| 2007/08                                                    | UEFA Cup   | 1Q    | Vlag van Kazachstan  | FC Aktobe    | 4-3         | 0-1 (U) | 4-2 (T) | 1.0 |
|                                                            |            | 2Q    | Vlag van Zwitserland | FC Basel     | 1-6         | 1-2 (U) | 0-4 (T) | 1.0 |
| Totaal aantal behaalde punten voor UEFA coëfficiënten: 1.5 |            |       |                      |              |             |         |         |     |

## Bekende spelers
- Carsten Jancker
- Goce Sedloski
- Dietmar Kühbauer
- Ilco Naumoski
- Christian Fuchs
- Csaba Csizmadia